# محمود البجيرمي
الشيخ محمود البجيرمي (14 أكتوبر 1933 - 10 مايو 1992) قارئ قرآن مصري ويعد أحد أعلام هذا المجال البارزين، من مواليد قرية بجيرم، مركز قويسنا، محافظة المنوفية.